# Kaltenkirchen
Kaltenkirchen (niederdeutsch Koldenkarken; umgangssprachlich Kaki) ist eine Mittelstadt im Kreis Segeberg in Schleswig-Holstein.

## Geografie

### Lage
Das Gebiet der Stadt Kaltenkirchen liegt im nördlichen Umland der norddeutschen Metropole Hamburg. Landschaftlich wird der Bereich dem Naturraum Barmstedt-Kisdorfer Geest, einem südlich gelegenen Teil der Schleswig-Holsteinischen Geest, zugerechnet. Es liegt auf einer Höhe von 30 Metern.

### Ortsteile
Ortsteile des namengebenden Hauptortes sind u. a. Moorkaten und Heidkaten.

## Geschichte
In Alt-Holstein brachte die mittelalterliche Rodungstätigkeit auf der Geest den Schauenburger Grafen den Besitz zahlreicher Dörfer ein. Graf Adolf IV. betrieb einen planmäßigen Landesausbau und ließ neue Siedler ins Land führen. Seit dem 12. Jahrhundert entstanden im südlichen Holstein so zahlreiche neue Dörfer und Kirchen, welche die hoch- und spätmittelalterliche Kulturlandschaft prägten. Zu diesen zählt auch der Bau der ersten Feldsteinkirche Kaltenkirchens, der aus der Zeit um oder kurz nach 1200 stammt.
Der ursprüngliche Ortsname „Koldenkerken“ leitet sich von der ersten urkundlichen Nennung der Kirche im Jahr 1301 ab. Die Bedeutung aus niederdeutsch koold und kerke ist kongruent mit der heutigen neuhochdeutschen Übersetzung. Das Bestimmungswort kalt ist zu verstehen als „alt, verlassen, verfallend“. Seit 1701 wird der heutige Name Kaltenkirchen verwendet.
In einer Urkunde von 1316 wird „Koldenkerken“ als Teil der von der Segeberger Siegesburg verwalteten Vogtei Segeberg  erwähnt, wobei die Kirche im Zentrum des Kirchspiels Koldenkerken bereits im Jahr 1301 Erwähnung findet. Das Kirchdorf lag an der alten cimbrischen Heerstraße, über welche im 16. bis 18. Jahrhundert die Ochsendrift von Jütland verlief. Ein von Bad Bramstedt kommender östlicher Zweig des Ochsenweges führte über Kaltenkirchen, weiter über Ulzburg und Harksheide bis nach Ochsenzoll, an der Stadtgrenze zu Hamburg. Kaltenkirchen umfasste noch im 15. Jahrhundert außer der Kirche und dem Pfarrhaus nur wenige Katenstellen, die nach Caden (Gut Kaden) abgabepflichtig waren. Im Jahr 1496 wurde Gut Kaden durch König Johann I. verkauft, jedoch ohne Koldenkerken, das beim königlichen Teil des Herzogtums Holstein blieb. Im Dreißigjährigen Krieg wurde das Dorf zweimal durch die Schweden niedergebrannt. 1624 wurde eine neue Kirche erbaut, deren Turm 1656 mit Ziegeln verkleidet wurde. 1873 stürzte das aus Feldsteinen gebaute Kirchenschiff ein und wurde 1875 bis auf den Turm abgebrochen. 1878–1879 wurde die Kirche in ihrer heutigen Gestalt neu erbaut. Das Haus der Kirchspielvogtei wurde bereits 1804 neu errichtet und ist noch heute erhalten. Kaltenkirchen wurde 1884 zum Endpunkt einer Eisenbahnverbindung mit Altona, die später nach Neumünster verlängert wurde und den Namen Eisenbahn Altona-Kaltenkirchen-Neumünster (AKN) erhielt.
Im Ortsteil Moorkaten der Dorfgemeinde Kaltenkirchen befanden sich während des Zweiten Weltkriegs ein Flugplatz der Reichsluftwaffe sowie ein Außenlager des Konzentrationslagers Neuengamme zur Unterbringung von KZ-Häftlingen, die beim Ausbau des Militärflugplatzes Zwangsarbeit leisten mussten. Hunderte von Häftlingen kamen durch die unmenschlichen Lebens- und Arbeitsbedingungen ums Leben oder wurden von den Wachmannschaften ermordet. Seit April 2000 befindet sich am Standort des ehemaligen KZ-Außenkommandos Kaltenkirchen die KZ-Gedenkstätte Kaltenkirchen in Springhirsch, die an das Leiden der Opfer erinnert.
Das frühere Militärflugplatz-Gelände in Moorkaten wurde nach dem Zweiten Weltkrieg von der Bundeswehr als Standortübungsplatz genutzt. Diese Nutzung wurde inzwischen eingestellt und der ehemalige Standortübungsplatz soll als Kompensationsfläche für den Ausbau der A 20 herangezogen werden.
Als Folge des Zweiten Weltkriegs siedelten sich deutsche Flüchtlinge aus dem ausgebombten Hamburg und Vertriebene aus den deutschen Ostgebieten in Kaltenkirchen an, wodurch sich die Bevölkerungszahl des Dorfes von 1939 bis 1946 auf rund 5000 Personen verzweieinhalbfachte.
In den 1960er und 1970er Jahren wurde bei Kaltenkirchen der Großflughafen Hamburg-Kaltenkirchen als Ersatz für den Flughafen in Hamburg-Fuhlsbüttel geplant. Diese Planungen werden nicht mehr weiter verfolgt; allerdings hat die für einen möglichen Bau zuständige Flughafen Hamburg GmbH die nötigen Flächen in der Kaltenkirchener Heide immer noch in ihrem Besitz. Die Planungen kamen zuletzt 2003 wieder ins Gespräch.
Im Jahr 1953 wurde Kaltenkirchen amtsfreie Gemeinde. Am 1. Dezember 1973 erhielt Kaltenkirchen Stadtrechte und hat seit 1974 die Funktion eines Unterzentrums mit Teilfunktion eines Mittelzentrums inne.

## Religion

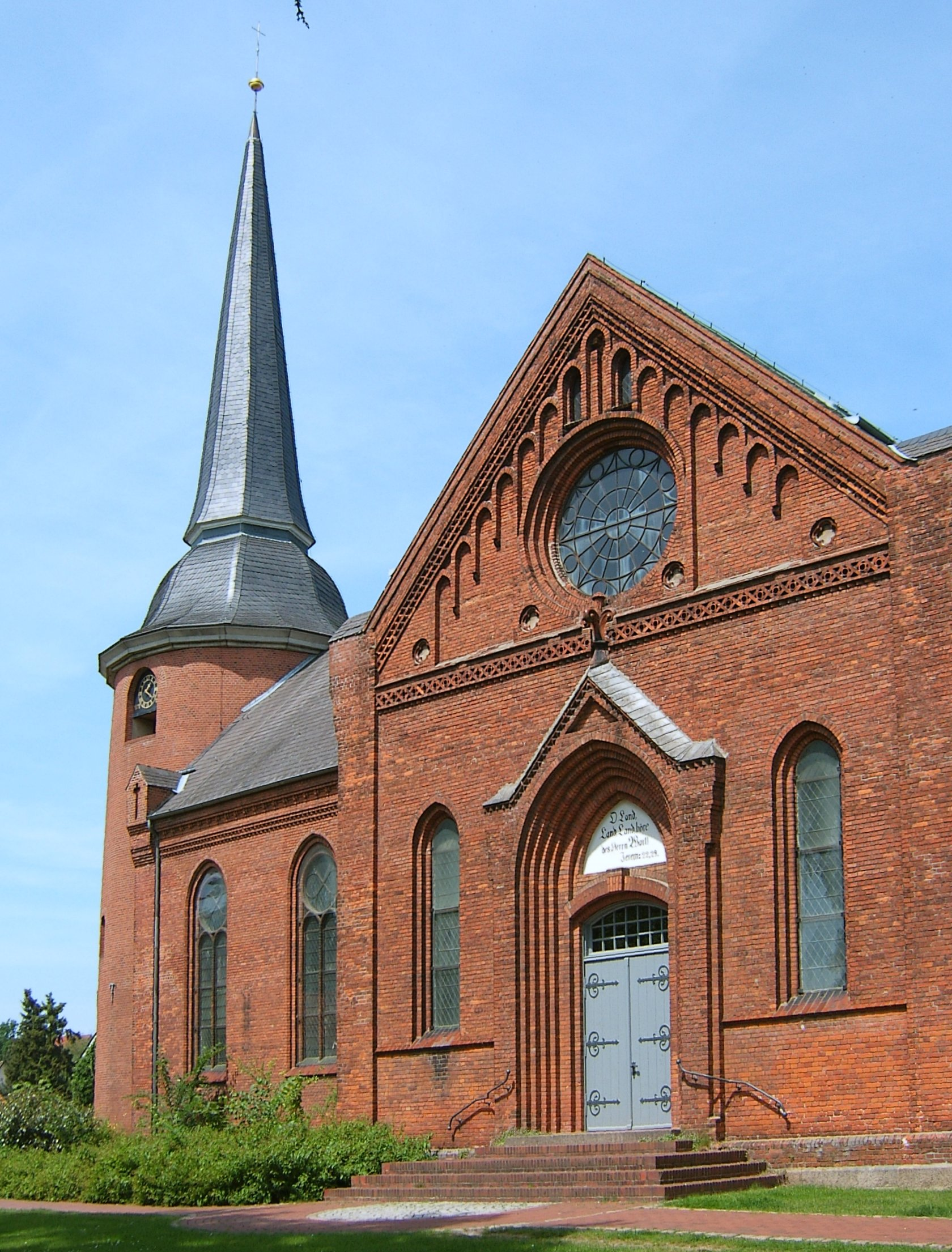
Evang.-luth. St.-Michaelis-Kirche (Südseite)

Kaltenkirchen hat fast 24.000 Einwohner, davon sind etwa 9500 evangelische Gemeindemitglieder.

## Politik

### Stadtvertretung
- Linke: 1
- SPD: 7
- Pro Kaki: 8
- FDP: 3
- CDU: 10
- AfD: 4

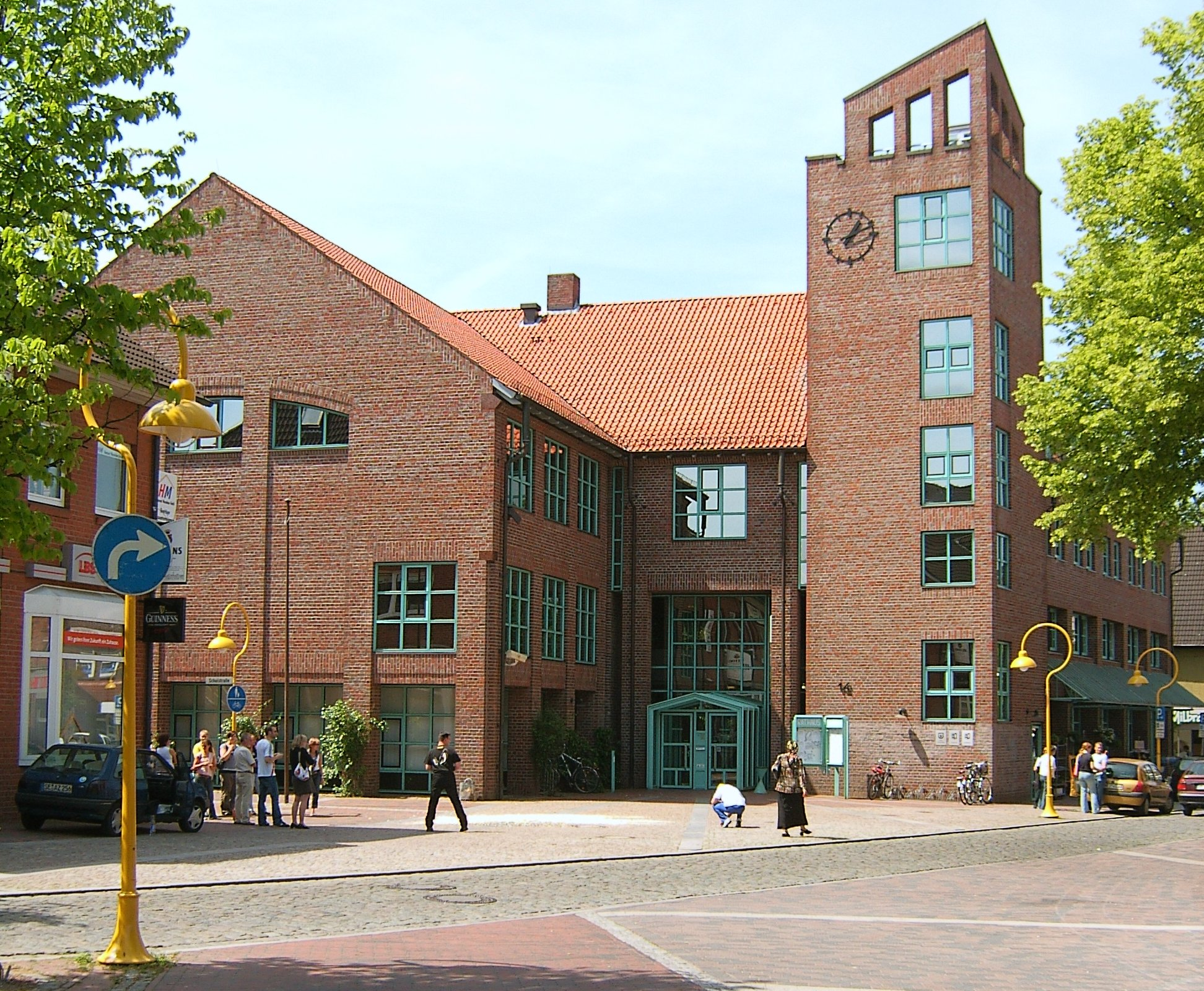
Rathaus der Stadt Kaltenkirchen

Nach der Kommunalwahl vom 14. Mai 2023 entfielen von 32 Sitzen der neuen Stadtvertretung auf die CDU zehn Sitze. Auf die Wählergemeinschaft Pro Kaki entfielen acht, die SPD erhielt sieben und die AfD erreichte vier Sitze. Die FDP konnte zwei Sitze für sich gewinnen und war genauso wie Die Linke, die einen Sitz errang, mit der geltenden Gesetzeslage auf Landesebene in der neuen Stadtvertretung fraktionslos. Die Basis erhielt 0,2 % der Stimmen in Kaltenkirchen, was nicht für einen Sitz reichte. Bürgervorsteherin ist Ina Flach (Pro Kaki). Bei einer Nachwahl am 25. September 2023 errang die FDP einen weiteren Sitz und hat seit diesem Zeitpunkt wieder Fraktionsstatus.

### Bürgermeister
Amtierender Bürgermeister ist seit dem 1. Januar 2024 Stefan Bohlen (CDU). Bei der Bürgermeisterwahl am 24. September 2023 setzte sich der 1982 geborene Bohlen im ersten Wahlgang mit 54,5 Prozent der abgegebenen Stimmen gegen seine beiden Mitbewerber durch. Auf Platz zwei landete Frank Günter von der Wählergemeinschaft „Pro-Kaki“ mit 29,7 Prozent. Die wenigsten Stimmen erhielt mit 15,9 Prozent der Stimmen Kolja Olef, der ebenfalls parteilos antrat, aber von der SPD unterstützt wurde. Die Wahlbeteiligung lag bei 37,3 Prozent.

### Wappen
Das Kommunalwappen wurde von dem Brunsbütteler Heraldiker Willy „Horsa“ Lippert und dem Kaltenkirchener Theodor Brix gestaltet. Genehmigt wurde das Wappen am 18. Juli 1974.
| Wappen von Kaltenkirchen | Blasonierung: „In Rot das silberne, holsteinische Nesselblatt, darauf ein roter, von zwei blauen Eichenblättern begleiteter Kirchturm mit blauer Haube nebst Spitzturm.“ |
| Wappen von Kaltenkirchen | Wappenbegründung: Das Wahrzeichen und älteste Gebäude des 1973 Stadt gewordenen Ortes ist die St.-Michaelis-Kirche, im Wappen durch ihren charakteristischen Turm vertreten. Zugleich steht dieser als stellvertretender Teil für den ganzen Kirchenbau und bezieht sich damit „redend“ auf den Ortsnamen. Die Ersterwähnung von Ort und Kirche geht auf das Jahr 1301 zurück, doch sind beide zweifellos älter. Ebenso wie von dem benachbarten Kirchspiel Bramstedt bekannt, nahm die Geschichte des Kirchspiels Kaltenkirchen wohl schon vor dem 13. Jahrhundert ihren Anfang. Vorgeschichtliche Grabhügel mit Urnenfunden deuten eine noch weiter zurückreichende Siedlungskontinuität an. Die Eichenblätter im Wappen sollen an das ehemalige Waldgebiet erinnern, in dem der Ort entstanden ist. Zur Verdeutlichung der Zugehörigkeit der Stadt zum Landesteil Holstein ist das örtliche Zeichen in das übergroße Nesselblatt eingezeichnet. In heutiger Zeit nutzt die moderne Stadt die Vorteile ihrer günstigen Lage in der Nähe des Großraumes Hamburg. Die Zugehörigkeit zum Bundesland Schleswig-Holstein wird durch die Wappenfarben Blau, Silber und Rot dokumentiert. |

### Flagge
Die Flagge wurde am 8. Mai 1978 genehmigt.
Inmitten eines weißen Tuches, etwas zur Stange verschoben das Stadtwappen, begleitet oben und unten unweit des Randes von je einem roten Streifen.

### Städtepartnerschaften
- Kalisz Pomorski (Kallies) in Polen, seit 1999
- Putlitz in Deutschland, seit 1990
- Aabenraa (Apenrade), als Nachfolger der aufgelösten Kommune Rothenkrug/Rødekro in Nordschleswig/Dänemark

## Kultur und Sehenswürdigkeiten

### Bauwerke
- Die Michaeliskirche ist eine neogotische Kirche mit einem aus dem Mittelalter stammenden Rundturm.
- Die Großwohnsiedlung „Großer Karl“ spielte eine wichtige Rolle im Skandal um den ehemaligen Holsteiner Immobilienmogul Gerd Thormählen.

### Kulturdenkmale
Kaltenkirchen hat nach Aussage der Stadtverwaltung kein ausgeprägtes touristisches Ambiente, nur wenig Fremdenverkehr und nur wenige Kulturdenkmäler. In den 1970er Jahren wurden viele alte Gebäude abgerissen, insbesondere Reetdach-Fachwerkhäuser. Ein Beispiel für diese nahezu verschwundene Bauform ist das Bürgerhaus Kaltenkirchen, das nach einem Brandanschlag 2001 neu aufgebaut wurde und seit Mai 2009 auch für standesamtliche Trauungen genutzt wird.
Ein altes Gebäude, das nicht abgerissen wurde, ist das Bahnhofsgebäude aus dem Jahr 1884, das 2016 saniert wurde; in dessen Nähe befindet sich der neue Tunnelbahnhof Kaltenkirchen.

### Sportvereine
In Kaltenkirchen sind folgende Sportvereine aktiv:
- Kaltenkirchener Turnerschaft (KT)
- Verein für Reha und Fitness Kaltenkirchen (kurz REHA-FIT Kaltenkirchen)
- FSC Kaltenkirchen
- Fetihspor Kaltenkirchen
- TC an der Schirnau
- Schachklub Kaltenkirchen
- Schützenverein Kaltenkirchen
- Radsportclub Kattenberg
- Moo Rim San (Taekwondo)
- MoSan
- MSC Kaltenkirchen

### Feuerwehr
Die Freiwillige Feuerwehr der Stadt Kaltenkirchen wurde am 9. November 1888 von 33 Bürgern Kaltenkirchens gegründet. Sie ist der Nachfolger einer Zwangswehr und hat sich zur Aufgabe gemacht, uneigennützig zum Wohle der Mitbürger anderen Menschen zu helfen.
Seit 1974 hatte die Feuerwehr Kaltenkirchen ihren Standort im Kisdorfer Weg. Im Jahr 2014 wurde ein Wachenneubau beschlossen. Es wurde eine neue Wache in der Süderstraße gebaut. Am 21. Oktober 2016 fand die Einweihungsfeier der neuen Feuerwache statt. Die neue Wache hat eine Fahrzeughalle mit 16 Stellplätzen und einer Stellfläche von ca. 1464 m².
Die 1977 gegründete Jugendfeuerwehr spielt eine große Rolle in der Wehr, da aus ihr kontinuierlich Feuerwehrnachwuchs in die aktive Wehr übertritt.
Insgesamt verfügt die Feuerwehr Kaltenkirchen über 15 Einsatzfahrzeuge und zählt über 100 aktive Mitglieder.
Am 20. August 2021 wurden zwei neue Hilfeleistungslöschgruppenfahrzeuge (HLF) an die Wehr ausgeliefert. Die Fahrzeuge sollen das bisherige HLF aus dem Jahr 1997 und den Rüstwagen aus dem Jahr 1999 ersetzen. Damit steht der Feuerwehr für verschiedene Einsatzszenarien das passende Gerät zur Verfügung.

## Wirtschaft und Infrastruktur
Die Wirtschaft Kaltenkirchens ist geprägt von einem Möbel- und Einrichtungshaus, der Lebensmittelbranche und einem Baustoffhersteller. Das regionale Eisenbahnunternehmen AKN Eisenbahn GmbH, das Strecken im südlichen Schleswig-Holstein und in Teilen Hamburgs betreibt, hat seinen Verwaltungssitz und seine Werkstätten in Kaltenkirchen.

### Verkehr
Siehe auch: Kategorie:Kaltenkirchen
Die Stadt liegt 32 km nördlich von Hamburg an der A 7 sowie an der Nahverkehrs-Bahnlinie A 1 des regionalen Eisenbahnunternehmens AKN Eisenbahn GmbH.

#### ÖPNV

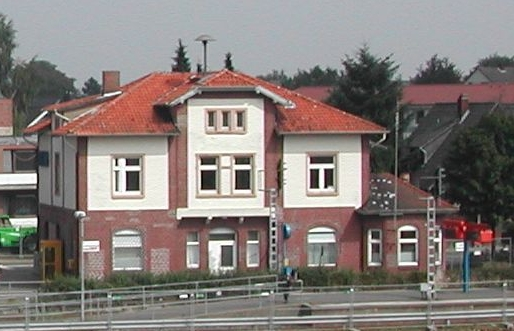
Altes Bahnhofsgebäude von 1884

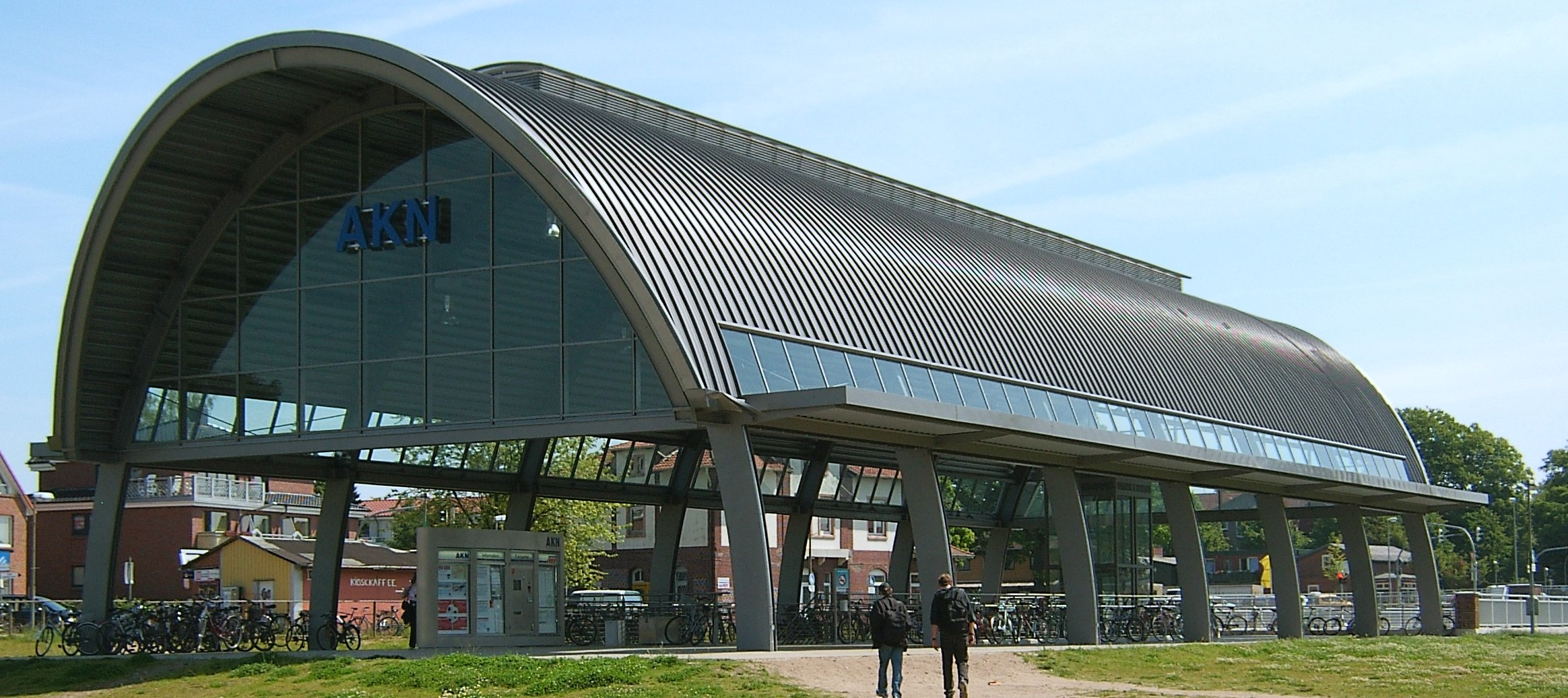
Überdachung des neuen (unterirdischen) Bahnhofs Kaltenkirchen

Kaltenkirchen ist Endpunkt der Entwicklungsachse Nord in der Metropolregion Hamburg sowie Mittelzentrum und besitzt insgesamt vier AKN-Eisenbahn-Stationen an der Strecke Hamburg-Altona–Ulzburg–Neumünster: Kaltenkirchen Süd (Industriegebiet), Kaltenkirchen (Stadtmitte), Holstentherme (Freizeitpark) und die Haltestelle Dodenhof.
Durch den 2023 begonnenen Umbau der AKN-Strecke sollte es ursprünglich ab Ende 2025 möglich sein, von Kaltenkirchen bis Hamburg-Hauptbahnhof und weiter bis Stade ohne Umsteigen mit der S-Bahn-Linie S5 fahren zu können, im Oktober 2023 wurde der Betriebsbeginn jedoch auf Ende 2028 verschoben.

### Bildung

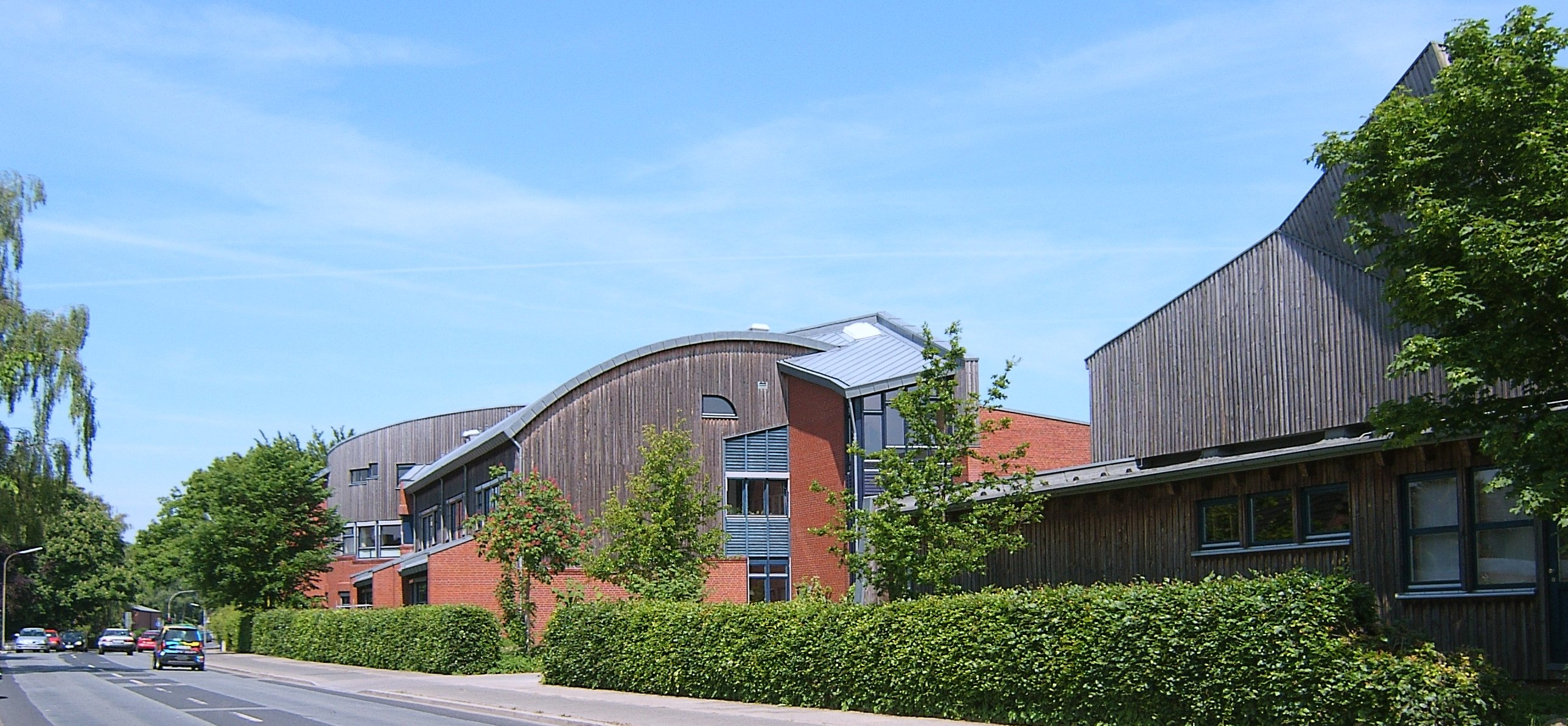
Freie Waldorfschule Kaltenkirchen

In Kaltenkirchen befinden sich drei Grundschulen:
- Grundschule am Lakweg
- Grundschule Alter Landweg
- Grundschule Flottkamp

zwei Förderschulen:
- Janusz-Korczak-Schule
- Förderschule am Lakweg

zwei Gemeinschaftsschulen:
- Gemeinschaftsschule am Marschweg
- Dietrich-Bonhoeffer-Schule

ein Gymnasium:
- Gymnasium Kaltenkirchen

eine Waldorfschule:
- Freie Waldorfschule Kaltenkirchen

eine Privatschule:
- Leibniz-Privatschule

sowie eine Volkshochschule:
- VHS Kaltenkirchen-Südholstein GmbH[25]

### Freizeit und Naherholung

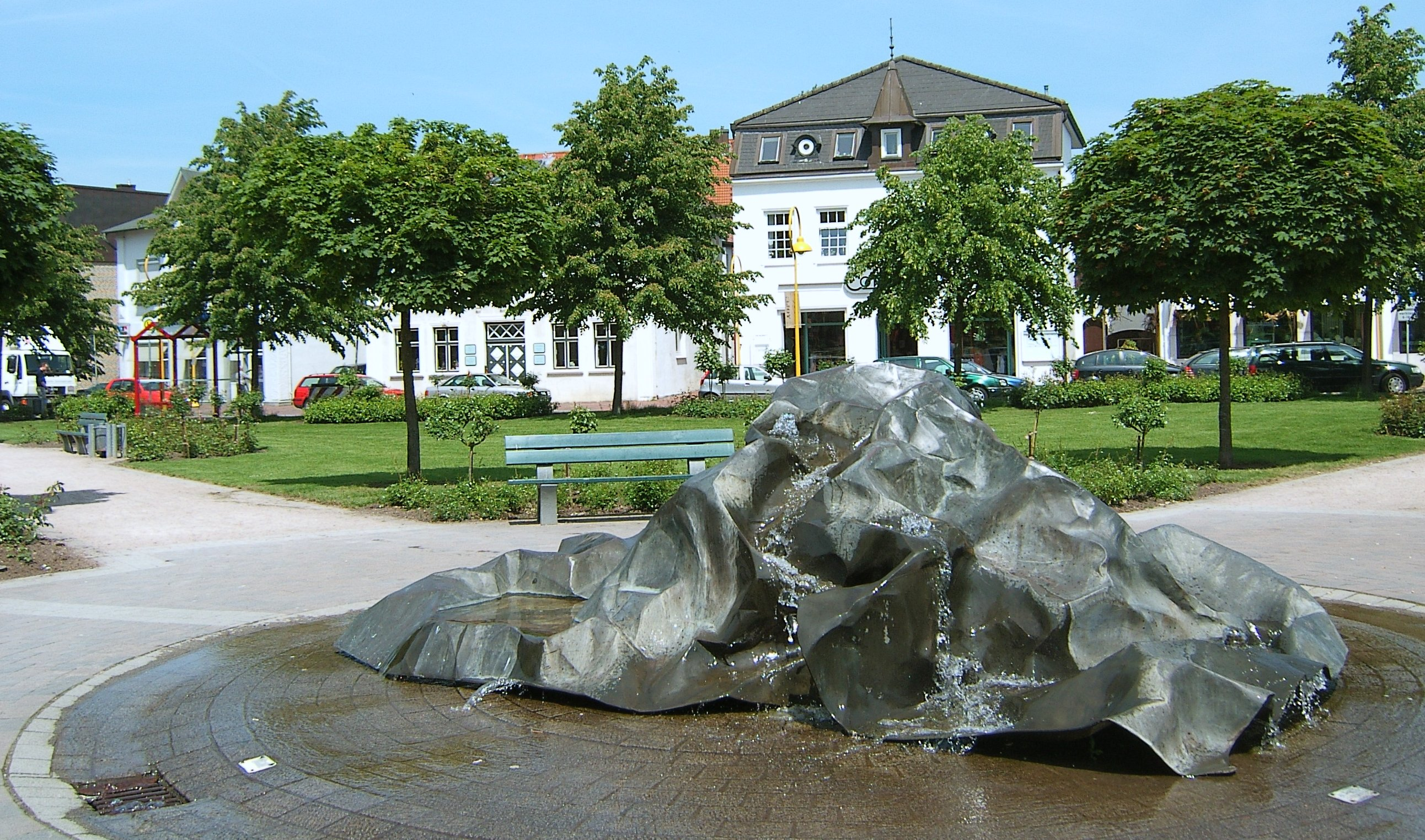
Brunnenanlage

Die Stadt verfügt über ein Erlebnisbad mit angeschlossenem Saunabereich und Fitnessstudio. Zudem besitzt Kaltenkirchen ein etwa 2000 m² großes Warmwasserfreibad, das 1999 erbaut wurde und sich neben dem Erlebnisbad Holstentherme befindet.

## Persönlichkeiten

### Söhne und Töchter der Stadt
- Rudolf Timm (1901–1934), politischer Funktionär (KPD) und NS-Opfer
- Herbert Timm (1911–1987), Finanzwissenschaftler und Hochschullehrer
- Ursula Paulsen (* 1935), Tischtennisspielerin
- Manfred Dietrich (* 1944), Generalleutnant, stellvertretender Inspekteur des Heeres (2001–2005)
- Ulrich Kurth (1953–2021), Musikwissenschaftler, Musikredakteur und Jazzforscher
- Thorsten Wahlers (* 1958), Herzchirurg
- Bernd Kortmann (* 1960), Sprachwissenschaftler und Direktor des FRIAS
- Aaron Ziercke (* 1972), Handballspieler und Handballtrainer
- Jan Hartmann (* 1980), Schauspieler
- Martin Wolter (* 1980), Politiker (Die Linke)
- Maike Schirmer (* 1990), Handballspielerin
- Marcus Spiegelberg (* 1992), Politiker (AfD)
- Manuel Farrona Pulido (* 1993), Fußballspieler
- Bithja Menzel (* 1993), Politikerin (Bündnis 90/Die Grünen)
- Jonas Behounek (* 1998), Fußballspieler

### Personen, die vor Ort wirkten
- Hans Stockmar (1890–1961), Unternehmer, gründete in Kaltenkirchen die Hans Stockmar GmbH & Co. KG
- Ernst Biberstein (1899–1986), evangelischer Pastor, SS-Obersturmbannführer, verurteilter Kriegsverbrecher, war Pastor in Kaltenkirchen
- Heinz Friedrich Kamecke (1902–1982), Journalist und Schriftsteller, lebte in Kaltenkirchen
- Bengta Bischoff (1909–1987), Romanautorin, starb in Kaltenkirchen
- Günther Ploen (* 1924), Rechtsanwalt, Geschäftsführer von Joh. Friedrich Behrens in Ahrensburg
- Uwe Amthor (* 1945), Gymnasiallehrer und Politiker (SPD), lebt in Kaltenkirchen
- Erik Wischnewski (* 1952), Astrophysiker und Buchautor, lebt in Kaltenkirchen
- Katharina Loedige (* 1962), Politikerin (FDP), lebt in Kaltenkirchen
- Hanno Krause (* 1964), Politiker (CDU), ehemaliger Bürgermeister der Stadt Kaltenkirchen
- Hauke von Essen (* 1967), Träger des Bundesverdienstkreuzes am Bande, lebt in Kaltenkirchen
- Beatrix von Storch (* 1971), Politikerin (AfD), machte Abitur am Gymnasium Kaltenkirchen
- Jörg Nobis (* 1975), Politiker (AfD), lebt in Kaltenkirchen
- Björn Dreyer (* 1977), Fußballspieler, war Trainer in Kaltenkirchen